# Joachim Castenschiold
Joachim (Jochum) Melchior Holten von Castenschiold (Kopenhagen, 29 november 1743 - Kasteel Borreby, 6 april 1817) was een Deens militair.

## Biografie
Joachim Castenschiold werd geboren als de zoon van Johan Lorentz von Castenschiold en Jacoba von Holten. Op zeventienjarige leeftijd ging hij naar de officiersopleiding en in 1776 werd hij gepromoveerd tot majoor. Hij was daarnaast ook zijdelings betrokken bij de staatsgreep van Johann Friedrich Struensee. Vanwege de slechte relatie van Castenschiold met koningin Caroline Mathilde escorteerde hij haar tijdens haar arrest naar Kronborg.
In 1783 verkreeg Castenschiold het Kasteel Borreby wat het stamslot van zijn familie zou worden. Een kleine twintig jaar later, in 1783, werd hij benoemd tot luitenant-generaal en vijf jaar later stond hij aan het hoofd van het Deense leger dat tegen de Britten vocht bij de Slag bij Køge dat hij verloor van Arthur Wellesley. Hij stierf in 1817 en werd begraven in de kerk van Møn.